# ストラッチ
ストラッチまたはスュトラッチ（土: Sütlaç）は、牛乳と米と砂糖を用いて作るトルコの代表的な菓子である。トルコ風ライスプディング。シナモンパウダーを入れる場合が多い。コーンスターチやバニラエッセンスを入れて作る場合もある。

## 作り方
1. 米を洗い柔らかくなるまで水で煮る。
2. 別鍋に牛乳と砂糖を入れ温める。コーンスターチを入れる場合はこの時に一緒に入れる。
3. 1と2をあわせる。よくかき混ぜ、バニラエッセンスで香り付けをする。沸騰直前に火を止める。
4. 器によそって表面にシナモンパウダーをかける。冷めたら出来上がり。